# Констанція Австрійська Габсбург

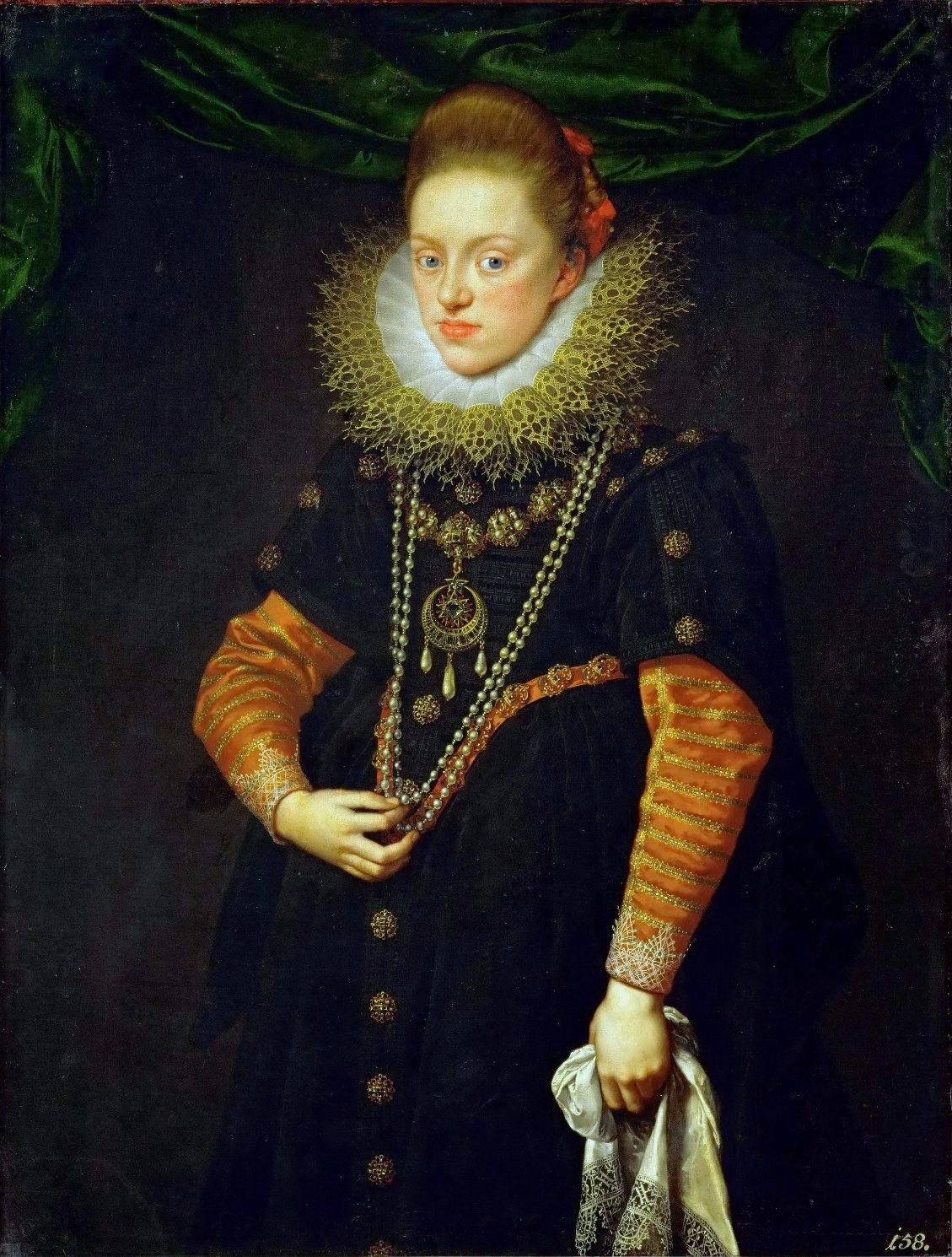
Констанція, Франс Пурбус Молодший 1603—1604

Констанція Австрійська Габсбург (пол. Konstancja Habsburżanka, нім. Constanze von Österreich; 24 грудня 1588, Грац — 10 липня 1631, Варшава) — консорт-королева Речі Посполитої та Швеції, дочка ерцгерцога Карла II і Марія Анна Баварська, яка була племінницею батька, дому Габсбургів.

## Біографія
Зі сторони батька була внукою Фердинанда I і Анни, у той час як по материній лінії Альбрехта V та Анни Австрійської.
У неї було чотирнадцять братів та сестер, серед яких були: імператор Фердинанд II, Маргарита Австрійська, ерцгерцог Леопольд V і Анна Австрійська — перша дружина Сигізмунда III Вази, королева польська і шведська .
Після смерті сестри, Констанція вийшла заміж (11 грудня 1605) за Сигізмунда III. Після весілля, королева добре впливала на політику короля.
Королева була дуже освіченою. На додаток до рідної німецької мови знала латину, іспанську, італійську та польську мову. Вона була завзятою католичкою.
Робила все що від неї залежне, щоб забезпечити трон своєму старшому синові Яну Казимиру замість Владислава, сина Сигізмунда III від першого шлюбу. Але за її життя таки і не побачила сина королем, королева померла від інсульту 10 липня 1631.

## Нащадки
| Зображення | Ім'я                                   | Дата народження | Дата смерті | Шлюб                |
| ---------- | -------------------------------------- | --------------- | ----------- | ------------------- |
| —          | Ян Казимир Ваза                        | 1607            | 1608        | —                   |
|            | Ян II Казимир (Король Речі Посполитої) | 1609            | 1672        | Марія Луїза Гонзага |
|            | Ян Альберт Ваза (Кардинал)             | 1612            | 1634        | —                   |
|            | Карл Фердинанд Ваза (Єпископ)          | 1613            | 1655        | —                   |
|            | Олександр Карл Ваза                    | 1614            | 1634        | —                   |
| —          | Анна Констанція Ваза                   | 1616            | 1616        | —                   |
|            | Анна Катерина Констанція Ваза          | 1619            | 1651        | Філіп Вільгельм     |